# Invadarea Transcarpatiei (1939)
Invadarea Transcarpatiei a fost o operațiune militară a Armatei Regale Maghiare, care a avut loc între 15-18 martie 1939. În urma acestei operațiuni militare Carpato-Ucraina a fost încorporată în Regatul Maghiar până în toamna anului 1944, când a fost ocupată de către Armata Sovietică (în cadrul celui de-al II-lea Război Mondial).

## Preludiu
Regiunea Transcarpatia era anexat de Cehoslovacia în urma Tratatului de la Trianon în anul 1920. Cauzele conflictului din viitor poate să fie explicate din două motive: în primul rând componența etnică era o sursă de conflict, regiunea fiind locuită mai ales de ruteni, în rândurile cărora era puternică agitația pentru dreptul de autodeterminare. O altă sursă de conflict era politica oficială a statului maghiar, care în epoca interbelică a continuat o politică externă revizionistă, a cărui scop era restabilirea integrală sau parțială a Ungariei Mare.
Politica revizionistă a Regatului Maghiar a dus la rezultate mai întâi în față de statul cehoslovac. Când liderul Germaniei naziste, Adolf Hitler, în cadrul acordului de la München a atins scopul de a ocupa - sub recunoaște internațională - Regiunea Sudeților (o regiune locuită preponderent de germani), un paragraf a acordului respectiv a obligat pe conducerea de stat a Cehoslovaciei să ajunge la înțelegere cu Polonia și Ungaria, în ceea ce privește revendicările teritoriale ale țăriilor vecine. În urma tratativelor bilaterale, majoritatea regiunii Zaolzie (cu orașul Cieszyn) era transferat la Polonia. În contrar, tratativele cu delegațiunea maghiară la Komárno au fost eșuate. În final, conflictul era rezolvat prin primul arbitraj de la Viena, în cadrul căruia Ungaria a primit aproximativ 12 000 km² din partea sudică a țării, un teritoriu, care era locuit în majoritate de maghiari (59% conform recensâmăntului cehoslovac din 1930, iar 84% conform recensâmăntului maghiar din 1941.). În cadrul arbitrajului era transferat la Statul Maghiar partea sudică a Transcarpatiei - cu orașele Ujhorod (Ungvár), Muncaci (Munkács) și Bereg (Beregszász) - într-o zonă care era locuit preponderent de etnici maghiari, dar în orașele Ujhorod și Muncaci și în împrejurimea lor a existat și o minoritate rutenă semnificativă.
Anexarea orașelor Ujhorod și Muncaci după un scurt timp a devenit o sursă de conflict între unele forțe politice din Cehoslovacia, guvernul maghiar și elita politică a rutenilor. Pentru a evita dezintegrarea statului, guvernul cehoslovac a asigurat autonomia Transcarpatiei, cu data de 9 octombrie 1938 numind un guvern autonom ruten, în fruntele cu Andrij Brodij. Însă la începutul anului 1939 era acuzat cu separatism și arestat de către autoritățile cehoslovace. Succesorul lui devenea Avgustin Voloșin, sub conducerea lui a început organizarea treptată a unei Transcarpatie independentă. La Hust era organizat miliția cu numele Gărziile Sich, alcătuit din voluntari ruteni, sub conducerea politicianului social-democrat Dmitro Ivanovich Klimpus. După un scurt timp, miliția a devenit armata de facto oficială a regiunii autonome.

## Primele incidente pe teritoriul Transcarpatiei
La 6 ianuarie 1939 o unitate militară cehoslovacă sub conducerea generalului Lev Prchala a pornit un atac împotriva orașului Munkács. Asediul era respins de către garnizoana militară orășenească și voluntari maghiari localnici (dintre apărători șapte persoane au fost uciși). Referindu-se la atacul de la Munkács, ambasadorul maghiar din Berlin, Döme Sztójay, a cerut suportul conducerii Germaniei pentru invazia maghiară a Transcarpatiei, explicate prin motive strategice (apărarea mai ușoară a orașelor Ungvár și Munkács). Ambasadorul german din Budapesta, a înmânat la 11 martie răspunsul favorabil al guvernului german.
La 14 martie, garnizoanele maghiare la Ungvár și Munkács au pornit o ofensivă pentru ocuparea unor localități strategice, aflate în împrejurimea celor două orașe. În urma atacului, șapte sate au fost ocupate, care mai târziu au devenit capete de pod pentru armata maghiară în ofensiva pentru cucerirea Transcarpatiei.

## Ocuparea Transcarpatiei
La data de 14 martie 1939 o grupare politică s slovacilor, în frunte cu Jozef Tiso a proclamat independența Slovaciei. Ca un răspuns, guvernul lui Voloșin tot a proclamat independența Transcarpatiei, declarând pe orașul Hust ca sediu a statului nou-create. În același timp, militanții ruteni au atacat garnizonul cehoslovac la Hust, care mai înainte a refuzat să retrage din oraș. Ca un rezultat al incidentului, mai mulți militanți au fost uciși, iar ostașii cehoslovaci au asigurat - temporar - pozițiile lor în Hust.
La 15 martie dimineață a început ofensiva maghiară împotriva Transcarpatiei. Conform planului operațional, trei grupuri de armate au fost înființate, cu sediile la Munkács, Ungvár și Beregszász, iar cu supravegherea ofensivei a fost însărcinat generalul-maior Ferenc Szombathelyi (el mai târziu, între 1941-1944 a devenit șef de stat major). Obiectivul grupului din Munkács a fost ocuparea orașului Svaleava (Szolyva), grupul din Ungvár a atacat în direcția orașului Perecin (Perecseny), iar cel din Beregszász a pornit ofensiva în direcția orașului Seleușu Mare (Nagyszőlős), iar după atingerea obiectivului a trebuit să continuă ofensiva în valea Tisei, până la Frasin.
Grupurile din Munkács și Beregszász au atins scopul chiar în același zi, militanții ruteni au retras după lupte sporadice. În paralel, grupul din Ungvár a complicat în lupte violente cu armata regulară cehoslovace lângă satul Domaninci (Alsódomonya, astăzi se constituie un cartier al orașului Ujhorod) și înaintarea lui a fost încetat.
La 16 martie, Armata Maghiară a pornit atacul împotriva orașului Hust, care a devenit bătălia cea mai sângeroasă a conflictului, însâ trupele maghiare au reușit să obține controlul asupra localității. În acest timp batalionul 14 biciclist, sub comanda colonelului Károly Ungár a ocupat orașul Teceu Mare (Técső), iar după 114 de mile marș forțat, lângă Frasin a ajuns la granița Poloniei (colonelul Ungár în același an a fost decorat pentru faptul aceasta). În paralel, grupul din Ungvár, obținând întăriri seminificative, a forțat pe unitățiile cehoslovace să se retrage din teritoriul Transcarpatiei, iar la 17 martie a ajuns la Pasul Ujok.
La 18 martie, o unitate rutenă a atacat un regiment maghiar la Slatina, dar fără succes. După bătălia aceasta, majoritatea militanților au capitulat, iar mulți dintre ei au încercat să se retrage pe teritoriul Poloniei, dar au fost uciși în luptele cu grănicerii polonezi. La sfârșitul lunii martie, regentul Miklós Horthy a vizitat pe teritoriile ocupate, consacrând anexarea.